# Міщани (вистава ВДТ 1966)
«Міща́ни» — вистава за п'єсою Максима Горького Ленінградського Великого драматичного театру ім. М. Горького, поставлена режисером Георгієм Товстоноговим у 1966 році. Вистава була удостоєна Державної премії СРСР.
У 1971 році було створено телевізійну версію.

## Передумови створення
Ім'я Максима Горького 1932 року надали Ленінградському театру і це мимоволі зобов'язувало колектив у радянський період мати п'єси цього письменника у власному репертуарі. 1956 року театральним режисером ВДТ призначили Георгія Товстоногова. Як режисер він вже брався за п'єсу «Міщани» в молоді роки і ставив її з театральним студентством, коли працював у місті Тбілісі.
З початком праці у ленінградському ВДТ Товстоногов звертався до іншого драматичного матеріалу, котрий на той час хвилював його більше. 1959 року він поставив виставу М. Горького «Варвари». Уже тоді вистава викликала жваву полеміку, але стала однією із досить вдалих вистав театру. Виставу «Варвари» зняли з репертуару лише приблизно 1966 року. Нову п'єсу почали створювати на матеріалі «Міщан», бо це вже був знайомий матеріал для режисера. Перший показ відбувся 25 грудня 1966 року.

## Акторський склад
- Василь Бессеменов, авторитарний голова дому — Лебедєв Євген Олексійович
- Акуліна Іванівна, дружина Бессеменова — Призван-Соколова Марія Олександрівна
- Тетяна Бессеменова, їх доросла донька — Попова Емма Анатолівна
- Петро Бессеменов, їх дорослий син, студент — Борисов Олег Іванович, у другому складі і у телеверсії — Володимир Рецептер
- Нил, сирота, дорослий вихованець голови дому — Лавров Кирило Юрійович
- Тетерев — Стржельчик Владислав Гнатович
- Перчихін, торговець живими пташками — Трофімов Миколай Миколайович
- Єлена Миколаївна Кривцова, хамовата квартирантка — Макарова Людмила Йосипівна та ін.

## Сюжет
Місцем дії вистави є провінційне мале містечко десь у Росії. Роками в родині правив Василь Васильович Бессеменов. Він настільки звик до ролі голови родини, що як поганий начальник вважає себе єдиним знавцем, як потрібно й кому що потрібно в його родині. Він давно не помічає, що став тираном у власній родині, де двійко його дітей давно подорослішали й на шляху влаштування власних доль уже не потребують дріб'язкової опіки батька, авторитарного й нетерплячого до жодних інших думок, окрім власної, єдино правильної, як йому здається. У родині вже є абсолютно розчавлена авторитетом голови особа — дружина Бессеменова, Акуліна Іванівна, що знає про здатність чоловіка до скандалів, поступається йому в усьому. Аби хоч якось зберігати спокій у родині від скандала до скандала, вона підтримує батька в кожній його вимозі, хоч би якою травмуючою чи несправедливою вона була.
Усе починалось нібито не так погано. І колись Василь Васильович Бессеменов узяв у родину вихованцем сироту Нила. Подорослішання рідних дітей усе змінило. Петра вигнали з університету за причетність до революційного студентства, хоча в Петра це неглибоке, модне й чергове молодіжне віяння. Син беззмістовно тиняється вдома, ні в чому не знаходячи змісту й розради, не пристає до жодної справи. Батька дратує беззмістовність життя сина, на якого він покладав стільки надій і які ні в чому не виправдалися. Ще більше його дратують стосунки сина з неодруженою квартиранткою, ганебні для нього як для християнина-православного.
Занепокоєння й біль батька викликає і доля доньки Тетяни, котра ніяк не вступить у шлюб, а перспектив добре влаштувати власне життя в Тетяни нема через її вік. На відміну від невдах-дітей Бессеменових добре влаштований у ситуації вихованець — Нил, пролетарій, машиніст-залізничник у депо, що має і веселу вдачу, і роботу, і упевненість у собі, і надії на майбутнє. (Лише цей театральний образ у виставі був реверансом режисера Товстоногова в бік пролетаріату, оголошеного комуністичим урядом гегемоном і надією «всього прогресивного людства» на новий світовий суспільний устрій).
Бадьорий і впевнений у собі пролетарій Нил викликає тепер і заздрість, і роздратування в голови родини, бо той порівнює його зі своїми невдахами-дітьми і бажав би, щоби вони, Петро і Тетяна, були веселої вдачі й успішними в житті. Але цього нема й нема підстав, щоби це було в майбутньому. Усвідомлення цього крає серце Василя Бессеменова, стає приводом для утисків власних дітей і Нила, для нових скандальних вимог до всіх вдома.
Наслідками задушливої атмосфери в родині Бессеменова стане руйнація самої родини і її ладу, вибудованого старим Бессеменовим за десятиліття. Син Петро у спротиву тиранічному батькові відповість на поклик неодруженої квартирантки. Нил наважився побратися з бідною донькою Перчихіна, що поруйнувало надії Тетяни на шлюб з Нилом. Події завдали болю матері, що не такої долі бажала власним дітям і не їхнього бунту проти батьківської волі. Вистава висвітлювала абсурдність таких стосунків удома і їх жахливу нерозв'язність.
Дві постаті у виставі набували згодом справжнього трагізму. Це безвихідь життя Тетяни, котрій нема куди подітись зі своїм нерозділеним почуттям до Нила, і вона наважиться на самогубство. Друга трагічна постать — старий Бессеменов, авторитет якого поруйнував спротив дітей і котрий сам не здатен порозумітися ні з рідними дітьми, ні з новою для нього ситуацією. Аналітики вдало назвуть Василя Бессеменова у виконанні Євгена Лебедєва «міщанським Королем Ліром», що втратив усе.
Вистава «Міщани» несподівано набула актуальності після розпаду СРСР у роки другого запровадження капіталізму й нової хвилі дрібнобуржуазної реальності, коли події вистави мали всі шанси на трагічну приреченість до повторів.

## Довге життя вистави
Вистава «Міщани» у версії Георгія Товстоногова мала довге сценічне життя і йшла майже два десятиліття. Лише з роками у виставу вводили нових акторів на другорядні ролі. 1968 року театральний режисер Георгій Товстоногов та актори Євген Лебедєв і Емма Попова за створення вистави стали лауреатами Державної премії СРСР.
1971 року була створена телеверсія вистави з первісним складом акторів. Заміни були незначними і не вплинули на погіршення телеверсії, що зафіксувала вдалу виставу і сприяла її підвищеній, але заслуженій популярності. «Міщани» на декотрий період були візитівкою ленінградського театру.
1990 року, в перші роковини з для смерті режисера Георгія Товстоногова, актори БДТ відновили виставу «Міщани» для одного показу в Москві. Вистава вже набула легендарної слави і двері московського театру ламав натовп охочих побачити її театральну версію.

## Автори вистави
- Постановка і оформлення Георгія Товстоногова
- Режисер: Роза Сирота
- Художник: Семен Мандель
- Художник-декоратор: Л. Урліна
- Художник по костюмах: Наталія Васильєва
- Музичне оформлення Семена Розенцвейга

## Автори телеверсії
- Режисери: Георгій Товстоногов, Геннадій Беглов
- Оператори: Лев Колганов, С. Філановський.
- Звукорежисер: Галина Горбоносова